# بطولة الفرق الثنائية دبليو دبليو إي
 أخف بطل وزناًبطولة الفرق الثنائية دبليو دبليو إي]]البطل الذي استحقها بجدارةبطولة الفرق الثنائية دبليو دبليو إي]]أثق بطل وزناًبطولة الفرق الثنائية دبليو دبليو إي]]
بطولة دبليو دبليو إي للفرق (بالإنجليزية: WWE Tag Team Championship)‏ هي عنوان تم إنشاؤها في 20 أكتوبر 2002 خاص بشركة دبليو دبليو إي والمستخدمة في عرض رو يعتبر شيمس وسيزارو أكثر من فاز بها بعدد (4 مرات)
.

## احصائيات
- أول من فاز به: هو كيرت أنغل وكريس بنوا
- الأكثر فوز به: شيمس وسيزارو 4 مرات
- الأكثر حفاظا عليه: فريق (نيو داي) 483 يوما
- الأقل حفاظا عليه: جون سينا وذا ميز 9 دقائق
- البطل الأكبر سنا: بيلي غن 50 سنة
- البطل الأصغر سنا: نيكولاس 10 سنوات
- البطل الأثقل وزنا: بيغ شو 200 كيلوغرام
- البطل الأخف وزنا: براين كيندريك 80 كيلوغرام
- البطل الأطول: كين 2.13 متر
- البطل الأقصر: ري ميستريو 1.68 متر
- البطلان الحاليان هما جيمي اوسو ووجاي اوسو  بعد ان هزما راندي اورتن و مات ريدل في عرض سماكداون بتاريخ 21 مايو 2022 ليصبحا بطلا الفرق للمرة الثانية في مسيرتهما وتوحيدهم للالقاب الفرق لقب تاق تيم راو و لقب تاق تيم سماكداون لأول مرة